# Крис Џорџ
Крис Џорџ (енгл. Chris George; срп. Христифор Карађорђевић; 4. фебруар 1960 − 14. мај 1994) је био британски наставник и члан породице Карађорђевић. Био је нећак  последњег монарха Краљевине Југославије Петра II Карађорђевића. Погинуо је у 34. години возећи бициклу, у саобраћајној несрећи, на шкотском острву Ајлеј, где је радио у средњој школи.

## Биографија
Христифор је рођен 1960. године и био је син краљевића Андреја Карађорђевића и принцезе Кристине фон Хасен-Касел. У породици је имао надимак „Марко”. Служио је инкогнито као официр у британској војсци осам година, а онда се запослио као наставник научних предмета у средњој школи на острву Ајлеј. Живео је и радио под псеудонимом Крис Џорџ. Напустио је војску као наредник и студирао на универзитету Хериот Вот у Единбургу. Дипломирао је инжењеринг, а такође је стекао знања за поправку хеликоптера.

## Смрт
Запослио се као наставник на острву Ајлеј годину дана пре своје смрти. Колеге су га описале као обичног, пријатног момка, који није ником говорио о својој прошлости и пореклу. Волео је да пешачи по острву са другим наставником, а живео је сам у изнајмљеној кући. Погинуо је возећи бицикл враћајући се са посла 14. маја 1994. године. Кремиран је, а његов пепео је расут по острву далеко од Србије.